# Rukbalgethi Genubi
Rukbalgethi Genubi eller Theta Herculis (θ Herculis, förkortat Theta Her, θ Her) som är stjärnans Bayerbeteckning, är en jättestjärna belägen i nordöstra delen av stjärnbilden Herkules. Den har en skenbar magnitud på 3,7 till 4,1 och är synlig för blotta ögat. Baserat på parallaxmätningar inom Hipparcosuppdraget beräknas den befinna sig på ett avstånd av ca 750 ljusår (231 parsek) från solen.

## Nomenklatur
I kalendern i Al Achsasi Al Mouakket benämndes denna stjärna Rekbet al Jathih al Aisr, översatt till latin som Genu Sinistrum Ingeniculi, vilket betyder den knäböjande mannens vänstra knä. Det traditionella namnet Rukbalgethi Genubi som förekommer i olika texter är etymologiskt likt namnen hos stjärnorna Ruchbah och Zubenelgenubi, där termen "ruchbah" betyder "knä" och "genubi" betyder "söder" och därmed "södra knäet".

## Egenskaper
Rukbalgethi Genubi är en variabel orange till röd ljusstark jättestjärna av typ K med spektralklass K1IIaCN. Den har en massa som är ca 5 gånger solens och en radie som är ca 58 gånger större än solens. Den har något lägre temperatur än solen och avger vid en effektiv temperatur på ca 4 300 K ca 2,4 gånger mer energi än solen från dess yttre skikt.
År 1935 identifierade den franska astronomen P. Muller stjärnan som en oregelbunden variabel med en skenbar magnitud mellan 3,7 och 4,1 och en periodicitet på ungefär 8-9 dygn.